# Republic Plaza (Denver)

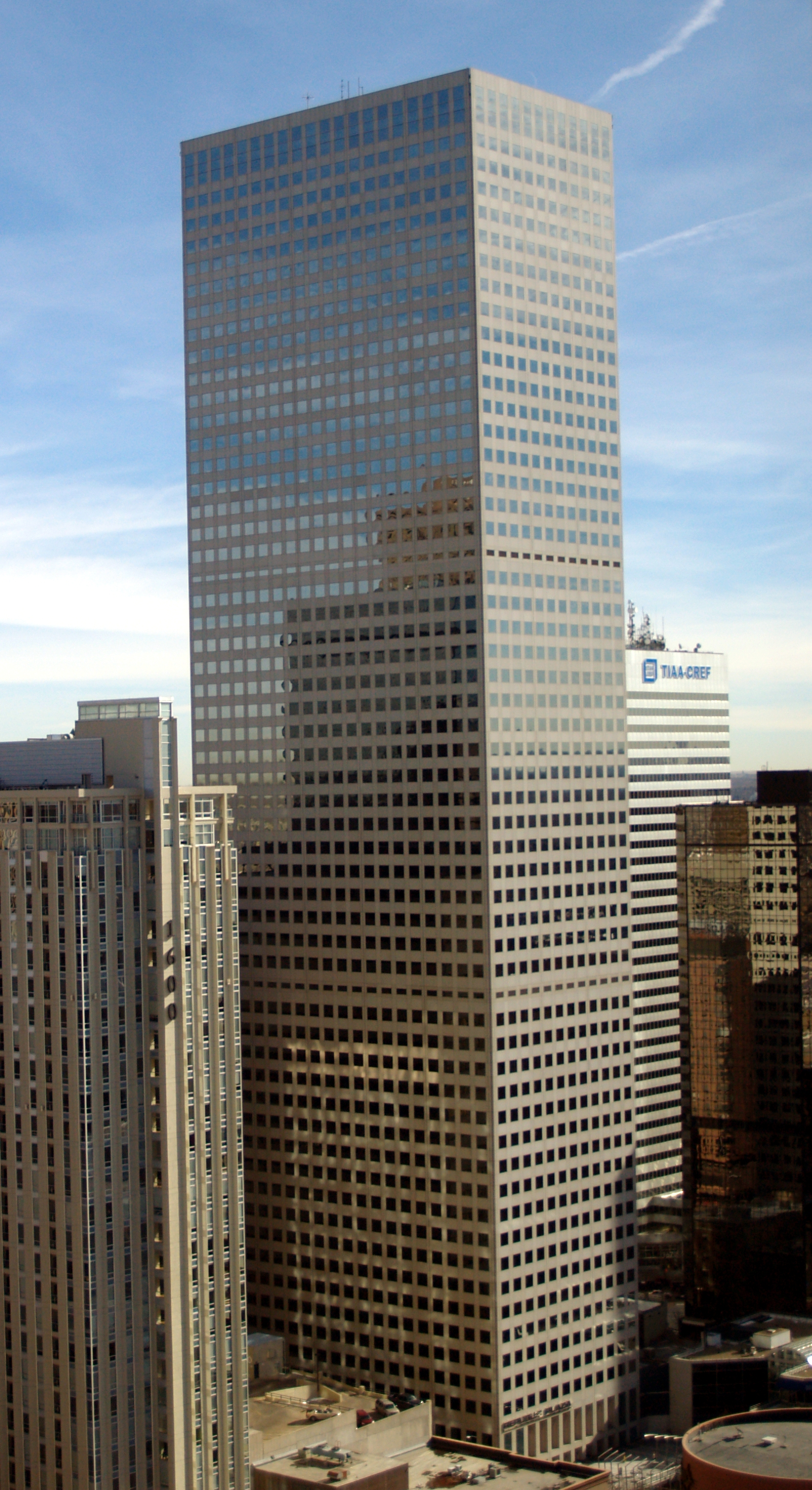
Republic Plaza

Republic Plaza es un rascacielos en Denver (Colorado, Estados Unidos). Con 218 metros es el edificio más alto de la ciudad de Denver, del estado de Colorado y toda la región de las Montañas Rocosas. El Republic Plaza se sitúa actualmente como el ciento noveno edificio más alto de los Estados Unidos.
Fue construido en 1984 y tiene 56 pisos, la mayoría de los cuales se utilizan como espacio de oficinas. Diseñado por Skidmore, Owings & Merrill fue construido de hormigón armado revestido en granito sardo.
El 27 de octubre de 2007, los 20 pisos superiores del edificio fueron iluminados de color morado con las gigantescas letras "C" y "R" en blanco, para celebrar el debut de los Colorado Rockies.

## Galería de imágenes

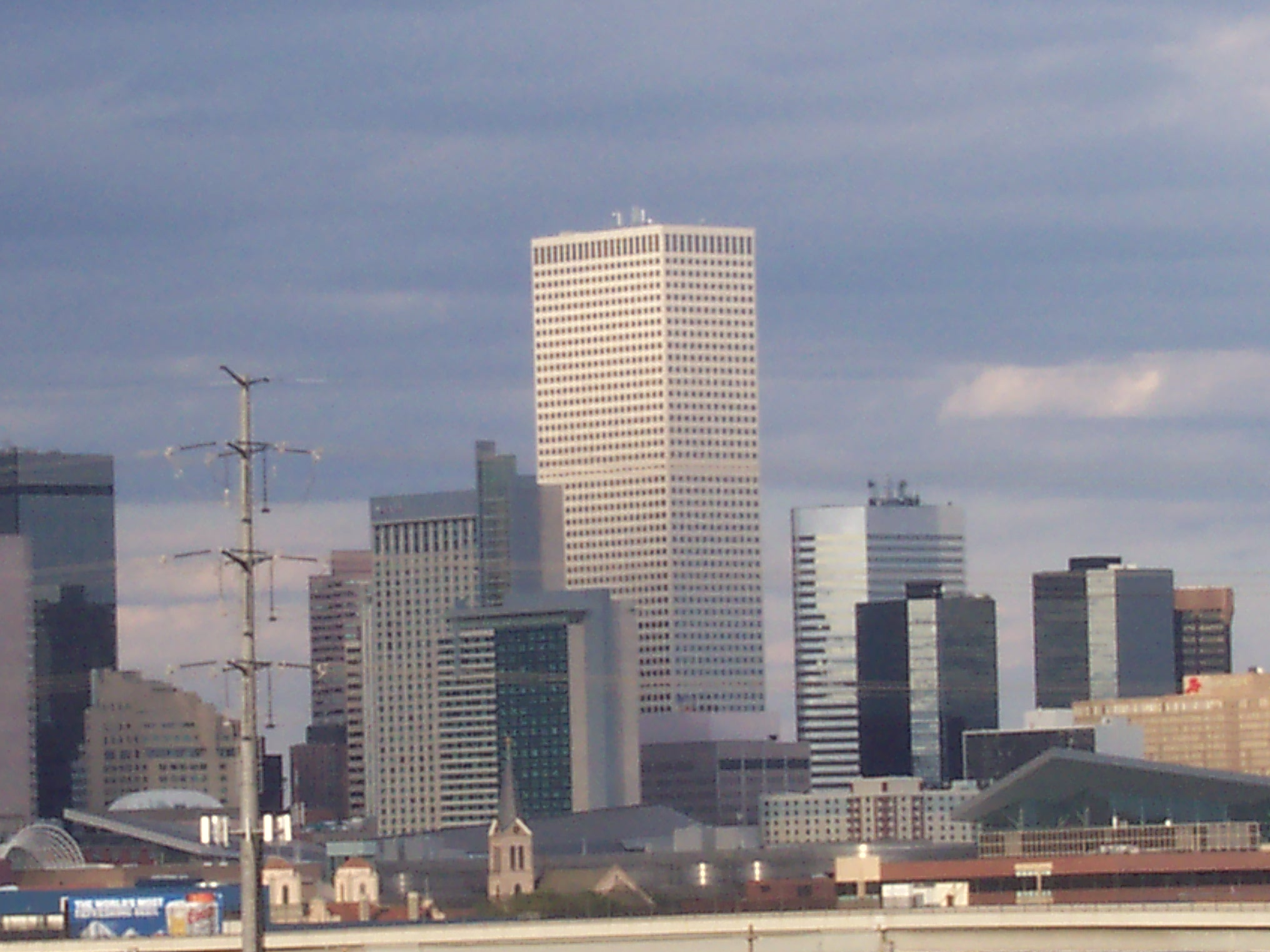
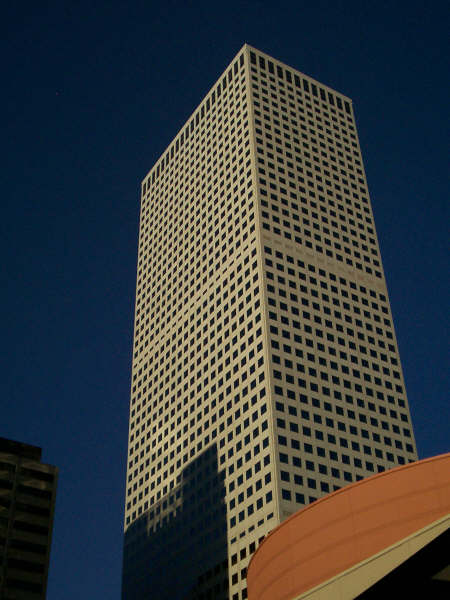
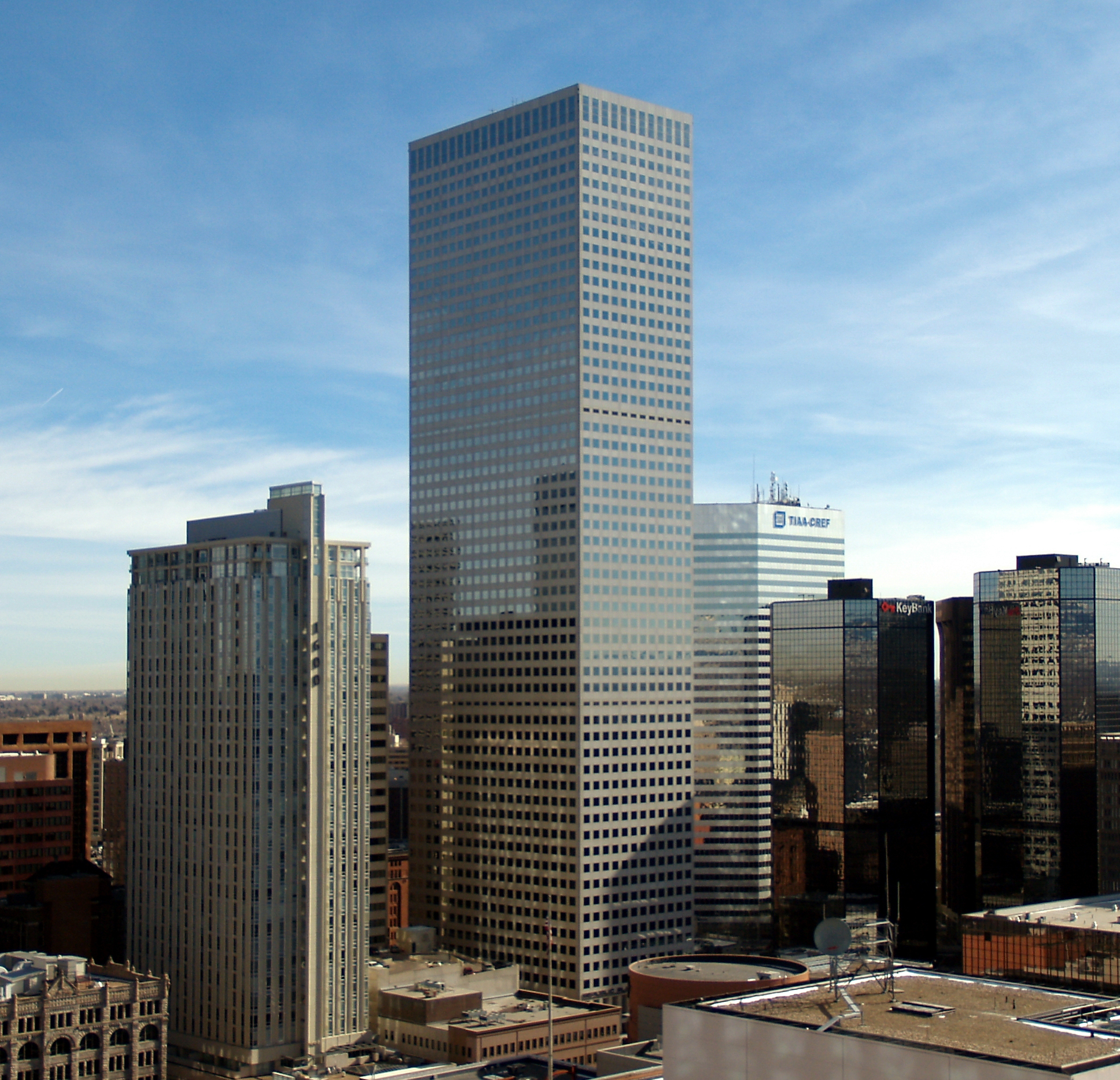
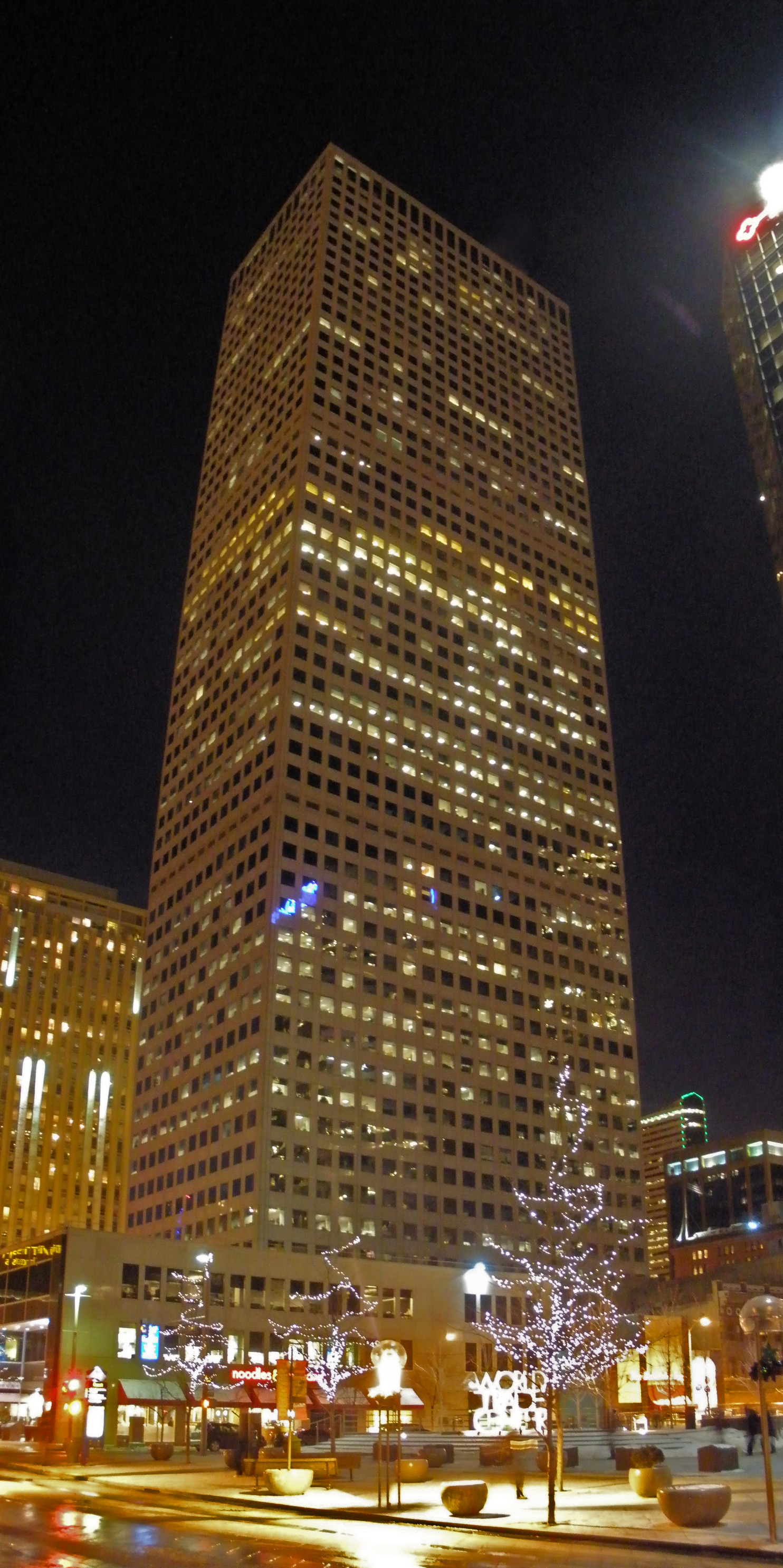